# 城巴A22線
城巴A22線是香港一條來往藍田站及機場（地面運輸中心）的機場巴士路線，途經觀塘、牛頭角、九龍灣、坪石邨、新蒲崗、九龍城、土瓜灣、紅磡及佐敦來往機場及港珠澳大橋香港口岸的機場巴士服務。

## 歷史
- 1998年7月6日：本線投入服務，為佐敦道一帶的酒店旅客有另一直達機場的選擇。
- 2001年12月17日：本線增設星期一至五早上往機場方向繞經國泰城特別班次。
- 2007年12月5日：本線往機場方向繞經二號客運大樓。
- 2010年1月31日：為配合昂船洲大橋於2009年12月20日通車，本路線來回程改經昂船洲大橋及南灣隧道，不經長青公路、長青隧道及青葵公路，成為首批行經昂船洲大橋的專營巴士路線之一，以及首條以九龍區作總站，來回程行經昂船洲大橋的專營巴士路線，不過現時車長會因應封路措施（例如青嶼幹線往青衣方向上層封閉、限制整體高度超過1.6米的車輛使用昂船洲大橋等）取道長青公路、長青隧道及青葵公路往來機場[1]。
- 2012年12月19日：原於A10線及A29線提供的網上版「城巴機場快線抵站時間查詢服務」，擴展至所有城巴機場快線（包括本路線），方便乘客查詢巴士預計到達時間，該服務可兼容智能電話及平板電腦[2]。
- 2018年10月24日：來回繞經港珠澳大橋香港口岸，並與A10、A12、A20、A26及A29P線增設八達通轉乘優惠[3]。
- 2018年11月27日：往藍田站方向，過港珠澳大橋香港口岸後，改經順朗路往北大嶼山公路；來回程並加設佐敦道「柯士甸站」分站[4]。
- 2019年11月29日：取消「機場（2號客運大樓）」巴士站[5]。
- 2020年4月22日：因應2019冠狀病毒病疫情，往機場頭班車調整至05:40開出; 增加由西九龍站單向開往藍田站的特別班次。
- 2020年12月14日，受2019冠狀病毒病疫情影響，大幅削減至30-60分鐘一班，提早藍田尾班車至22:30[6]。

## 服務時間
| 藍田站開         | 藍田站開     | 藍田站開     | 機場（地面運輸中心）開 | 機場（地面運輸中心）開 | 機場（地面運輸中心）開 |
| 日期             | 服務時間     | 班次（分鐘） | 日期                   | 服務時間               | 班次（分鐘）           |
| ---------------- | ------------ | ------------ | ---------------------- | ---------------------- | ---------------------- |
| 星期一至五       | 05:30-06:30  | 20           | 星期一至五             | 05:20-08:20            | 60                     |
| 星期一至五       | 06:45、07:00 | 06:45、07:00 | 星期一至五             | 09:15                  | 09:15                  |
| 星期一至五       | 07:15、07:30 | 07:15、07:30 | 星期一至五             | 09:45-13:15            | 30                     |
| 星期一至五       | 07:50-14:30  | 20           | 星期一至五             | 13:15-16:35            | 20                     |
| 星期一至五       | 14:30-22:30  | 30           | 星期一至五             | 16:35-18:35            | 15                     |
| 星期一至五       | 23:30        | 23:30        | 星期一至五             | 18:35-23:15            | 20                     |
|                  |              |              | 星期一至五             | 23:40、00:10           |                        |
| 星期六           | 05:30-06:30  | 20           | 星期六                 | 05:20-08:20            | 60                     |
| 星期六           | 06:30-07:30  | 15           | 星期六                 | 09:15                  | 09:15                  |
| 星期六           | 07:30-16:30  | 20           | 星期六                 | 09:45-11:15            | 30                     |
| 星期六           | 16:30-22:30  | 30           | 星期六                 | 11:15-16:35            | 20                     |
| 星期六           | 23:30        | 23:30        | 星期六                 | 16:35-17:35            | 15                     |
|                  |              |              | 星期六                 | 17:35-23:55            | 20                     |
| 00:10            |              |              | 星期六                 |                        |                        |
| 星期日及公眾假期 | 05:30-16:30  | 20           | 星期日及公眾假期       | 05:20-08:20            | 60                     |
| 星期日及公眾假期 | 16:30-22:30  | 30           | 星期日及公眾假期       | 09:15、09:45           | 09:15、09:45           |
| 星期日及公眾假期 | 23:30        | 23:30        | 星期日及公眾假期       | 10:15-16:35            | 20                     |
|                  |              |              | 星期日及公眾假期       | 16:35-19:35            | 15                     |
| 19:35-23:55      | 20           |              | 星期日及公眾假期       |                        |                        |
| 00:10            |              |              | 星期日及公眾假期       |                        |                        |

註：
1. 橙字班次將途經國泰城
2. 於亞洲國際博覽館舉行大型節目的日子，本線往機場方向於指定時段將增停機場博覽館分站。

## 收費
全程：$40.8（機場員工優惠票價：$28.2）
- 青嶼幹線巴士轉乘站往機場（地面運輸中心）：$17.8
- 國泰城往機場（地面運輸中心）：$4.2
- 青嶼幹線巴士轉乘站往藍田站：$27.3
- 柯士甸站往藍田站：$7.3

| - 本線設有12歲以下小童及65歲或以上長者半價優惠。 - 本線不設長者及殘疾人士每程$2.0的票價優惠；12至64歲殘疾人士如使用「殘疾人士身份」個人八達通，以及60至64歲香港居民使用「樂悠咭」繳付車資，會以全費計算。 - 乘客可以現金或八達通於上車時付款，不設找續。 - 每位成人乘客可免費攜帶最多兩名4歲以下而不佔座位的兒童乘客乘車，超額之4歲以下小童必須繳付小童車費乘車。 - 九龍巴士、城巴及龍運巴士全職員工及家屬（不包括外判職員）可免費乘搭本路線，惟必須拍職員或職員家屬八達通。 - 乘客亦可使用AlipayHK「易乘碼」、支付寶、 WeChatHK／微信支付「搭車碼」、銀聯雲閃付「乘車碼」及BOC Pay「乘車碼」、具有感應式支付功能的VISA、Mastercard及銀聯卡，以及Apple Pay、Google Pay及Samsung Pay流動支付平台繳付車資。使用此支付方式的乘客可享有中途下車之分段收費，以及與其他城巴獨營路線或聯營線城巴班次之轉乘優惠，惟不適用於與非城巴路線之轉乘優惠。使用此支付方式的乘客亦不能享有「公共交通費用補貼計劃」。 - 此路線接受以AlipayHK「易乘碼」及銀聯雲閃付「乘車碼」繳付車資。使用此等付款方式將只可享有其他同樣接受此付款方式的新巴／城巴路線或聯營路線之新巴／城巴班次的轉乘優惠，亦不能受惠於公共交通費用補貼計劃。 |

### 預售來回車票
本線另設有來回車票$60（成人）／$30（小童及長者），適用於兩程A20/A21/A22/A23/A25往來機場車程，有效期為三個月。

### 八達通即日來回優惠
乘客於同一日內乘搭城巴機場快線A10、A11、A12、A17、A20、A21、A22、A23、A25、A26、A28或A29往返機場，並以八達通卡繳付來回程車資，回程可獲半價優惠。

### 八達通轉乘優惠
乘客登上本線後指定時間內以同一張八達通卡轉乘以下路線，或從以下路線登車後指定時間內以同一張八達通卡轉乘本線，次程可獲車資折扣優惠：
A22←→城巴E線
- A22往機場 → E11/E11A、E21、E22/E22P/E22X、E22A往機場博覽館，於機場客運大樓進行轉乘，次程免費，轉乘時限為120分鐘
- A22往機場 → E21A、E22S、E23/E23A往東涌／機場，於青嶼幹線巴士轉乘站進行轉乘，次程免費，轉乘時限為120分鐘
- E11/E11A、E21、E21A、E21X、E22/E22P/E22X、E22A/E22S、E23/E23A往市區 → A22往藍田站，於機場（地面運輸中心）巴士總站或青嶼幹線巴士轉乘站進行轉乘，回贈首程車資，轉乘時限分別為60/90分鐘
- A22往藍田站 → E21、E21A、E21X、E22、E23/E23A往市區，於青嶼幹線巴士轉乘站進行轉乘，次程免費，轉乘時限為60分鐘
- A22往藍田站 → E11/E11A往市區，於青嶼幹線巴士轉乘站進行轉乘，次程優惠車資為$1，轉乘時限為60分鐘
- A22往藍田站 → E22P/E22X、E22A/E22C/E22S往市區，於青嶼幹線巴士轉乘站進行轉乘，次程優惠車資為$3，轉乘時限為60分鐘

A22←→R8，於青嶼幹線巴士轉乘站進行轉乘
- A22任何方向 → R8往迪士尼樂園，次程可獲$7折扣優惠，轉乘時限為120分鐘
- R8往青嶼幹線巴士轉乘站 → A22往機場，次程可獲$1折扣優惠，轉乘時限為60分鐘
- R8往青嶼幹線巴士轉乘站 → A22往藍田站，次程可獲$2折扣優惠，轉乘時限為60分鐘

A22→A20，於青嶼幹線巴士轉乘站進行轉乘
- A22往市區 → A20往市區，次程免費

A22←→20、22/22M，於富豪東方酒店進行轉乘
- A22往藍田站 → 20往啟德、22/22M往啟德郵輪碼頭，次程免費，轉乘時限為120分鐘
- 20往長沙灣、22往九龍塘、22M往九龍城 → A22往機場，回贈首程車資，轉乘時限為90分鐘
- 20往啟德、22往啟德郵輪碼頭 → A22往藍田站，回贈首程車資，轉乘時限為90分鐘

## 行車路線
藍田站開經：鯉魚門道、迴旋處、鯉魚門道、觀塘道、隧道、觀塘道、太子道東、太子道西、馬頭涌道、馬頭圍道，漆咸道北，漆咸道南、加士居道、佐敦道、連翔道、西九龍公路、青沙公路（昂船洲大橋、南灣隧道）、長青公路、青衣西北交匯處、青嶼幹線、北大嶼山公路、機場路、（駿運路交匯處、觀景路、東岸路、機場路）、暢航路、機場路、機場南交匯處、暢連路、航天城交匯處、赤鱲角路、順暉路、順匯路、赤鱲角路、東榮路、機場路及暢連路。
- 括號內之路段祇限藍田站07:00、07:15、07:30、07:45開出的班次駛經。
  - 假如昂船洲大橋限制整體高度超過1.6米的車輛通過，由西九龍公路起改經青葵公路、長青橋及長青隧道返回長青公路原線。

機場（地面運輸中心）開經：暢連路、機場南交匯處、暢連路、航天城交匯處、赤鱲角路、順暉路、順匯路、赤鱲角路、順朗路、北大嶼山公路、青嶼幹線、青衣西北交匯處、長青公路、青沙公路（南灣隧道、昂船洲大橋）、西九龍公路、連翔道、佐敦道、加士居道、漆咸道南、漆咸道北、馬頭圍道、馬頭涌道、太子道西、太子道東、觀塘道及鯉魚門道。
- - 假如青嶼幹線往青衣方向上層封閉或昂船洲大橋限制整體高度超過1.6米的車輛通過，由長青公路起改經長青隧道、長青橋及青葵公路返回西九龍公路原線。

### 沿線車站
| 藍田站開 | 藍田站開             | 藍田站開                     | 機場（地面運輸中心）開 | 機場（地面運輸中心）開 | 機場（地面運輸中心）開           |
| 序號     | 車站名稱             | 位置                         | 序號                   | 車站名稱               | 位置                             |
| -------- | -------------------- | ---------------------------- | ---------------------- | ---------------------- | -------------------------------- |
| 1        | 藍田站               | 藍田公共運輸交匯處           | 1                      | 機場（地面運輸中心）   | 機場（地面運輸中心）巴士總站     |
| 2        | 觀塘法院             | 鯉魚門道                     | 2                      | 港珠澳大橋香港口岸     | 港珠澳大橋香港口岸公共運輸交匯處 |
| 3        | 駿業里               | 觀塘道                       | 3                      | 青嶼幹線巴士轉乘站     | 北大嶼山公路                     |
| 4        | 創紀之城             | 觀塘道                       | 4                      | 柯士甸站               | 佐敦道                           |
| 5        | 定富街               | 觀塘道                       | 5                      | 上海街                 | 佐敦道                           |
| 6        | 牛頭角下邨           | 觀塘道                       | 6                      | 志和街                 | 佐敦道                           |
| 7        | 德福花園             | 觀塘道                       | 7                      | 衛理道                 | 加士居道                         |
| 8        | 九龍灣站             | 觀塘道                       | 8                      | 山谷道                 | 漆咸道北                         |
| 9        | 啟泰苑               | 觀塘道                       | 9                      | 北拱街                 | 漆咸道北                         |
| 10       | 麗晶花園             | 觀塘道                       | 10                     | 山西街                 | 馬頭圍道                         |
| 11       | 采頤花園             | 太子道東                     | 11                     | 農圃道                 | 馬頭圍道                         |
| 12       | 譽·港灣              | 太子道東                     | 12                     | 馬頭圍邨洋葵樓         | 馬頭圍道                         |
| 13       | 富豪東方酒店         | 太子道東                     | 13                     | 亞皆老街遊樂場         | 馬頭涌道                         |
| 14       | 木廠街               | 馬頭涌道                     | 14                     | 富豪東方酒店           | 太子道東                         |
| 15       | 馬坑涌道             | 馬頭圍道                     | 15                     | 譽·港灣                | 太子道東                         |
| 16       | 土瓜灣街市           | 馬頭圍道                     | 16                     | 彩虹邨                 | 太子道東                         |
| 17       | 浙江街遊樂場         | 馬頭圍道                     | 17                     | 坪石邨                 | 觀塘道                           |
| 18       | 北拱街               | 漆咸道北                     | 18                     | 啟業邨                 | 觀塘道                           |
| 19       |                      | 漆咸道北                     | 19                     | 九龍灣站               | 觀塘道                           |
| 20       | 九龍佑寧堂           | 佐敦道                       | 20                     | 牛頭角下邨             | 觀塘道                           |
| 21       | 吳松街               | 佐敦道                       | 21                     | 定富街                 | 觀塘道                           |
| 22       | 炮台街               | 佐敦道                       | 22                     | 牛頭角站               | 觀塘道                           |
| 23       | 柯士甸站             | 佐敦道                       | 23                     | 觀塘市中心             | 觀塘道                           |
| 24       | 青嶼幹線巴士轉乘站   | 北大嶼山公路                 | 24                     | 觀塘站                 | 觀塘道                           |
| A        | 國泰城               | 觀景路                       | 25                     | 觀塘游泳池             | 鯉魚門道                         |
| 25       | 機場（1號客運大樓）  | 暢航路                       | 26                     | 藍田站                 | 藍田公共運輸交匯處               |
| 26       | 港珠澳大橋旅檢大樓   | 順暉路                       |                        |                        |                                  |
| 27       | 機場（地面運輸中心） | 機場（地面運輸中心）巴士總站 |                        |                        |                                  |

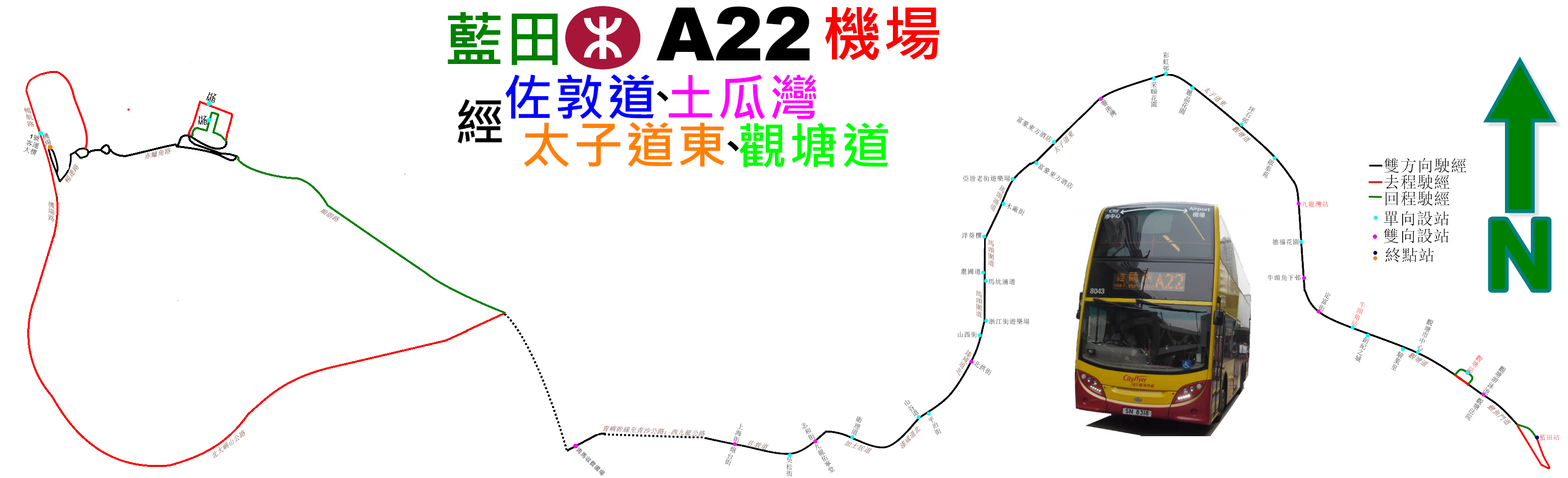
本線常規班次的走線圖

- 黃色底的車站（序號為A者）祇限藍田站07:10及07:30開出的班次停靠，星期六、日及公眾假期不停該站

## 客量
此路線往觀塘需要途經九龍城、土瓜灣及佐敦，較A29迂迴，因此主要以該帶來往機場為客源。另外有部分乘客因為只需付$7便可以有豪華巴士服務由佐敦前往觀塘道，與市區線收費相近，因此這些乘客佔此路線大部分客源，每天都有大量乘客位於佐敦三站等候該線。
2019年：立法會文件顯示，港珠澳大橋香港口岸落成後，繁忙時間往機場或口岸及市區載客率分別為95%及30%。